# Taavi Tamminen
Taavi Tamminen (Uurainen, 30 marzo 1889 – Helsinki, 19 gennaio 1967) è stato un lottatore finlandese, specializzato nella lotta greco-romana.

## Palmarès

### Olimpiadi
- Argento a Anversa 1920 nei pesi leggeri.

### Mondiali
- Oro a Helsinki 1921 nei pesi medi.